# Evergreen (Soccer Mommy)
Evergreen è il quarto album in studio della cantautrice indie rock americana Sophie Allison, conosciuta con il soprannome di Soccer Mommy. L'album è stato pubblicato il 25 ottobre 2024 tramite Loma Vista Recordings. È il suo primo album prodotto da Ben H. Allen.

## Background e registrazione
Evergreen è stato registrato ai Maze Studios di Atlanta, Georgia, con la produzione gestita da Ben H. Allen, noto per il suo lavoro con Deerhunter, Animal Collective e Belle and Sebastian. Dopo un periodo di "perdita profonda e personale", Allison stava "optando per una produzione più organica" per mantenere le canzoni "grezze e riconoscibili, non verniciate ed oneste". Di conseguenza, l'album presenta alcuni dei suoi testi "più vulnerabili e onesti" fino ad oggi.
Il disco è stato preceduto dai singoli Lost il 6 giugno 2024, una "introduzione pittorica" all'album, M insieme all'annuncio dell'album il 1 agosto e dal cuore leggero Love -song Driver il 10 settembre. Allison aveva già eseguito brani tratti dall'album in una serie di spettacoli intimi a maggio e giugno 2024, tra cui Evergreen, M, Lost, Salt in Wound e Driver.

## Pubblicazione
Allison ha annunciato l'album il 1º agosto 2024. Ad accompagnare l'annuncio è stata l'uscita del singolo M. Derrick Rossignol di Uproxx ha definito il brano "un ritorno sonoro alle radici di Soccer Mommy, ma rifuso su scala cinematografica".

## Tracce
1. Lost – 3:20
2. M – 3:52
3. Driver – 4:12
4. Some Sunny Day – 4:02
5. Changes – 4:59
6. Abigail – 3:08
7. Thinking of You – 3:42
8. Dreaming of Falling – 3:50
9. Salt in Wound – 4:14
10. Anchor – 3:18
11. Evergreen – 2:48